# Shanti Devi
Shanti Devi (11 de diciembre de 1926 – 27 de diciembre de 1987), y llamada Lugdi Devi (18 de enero de 1902 - 4 de octubre de 1925) en su supuesta vida pasada, fue una mujer india que reclamó recordar su vida anterior, convirtiéndose en objeto de investigación sobre la Reencarnación y uno de los casos sobre el tema más famosos. Una comisión creada por el dirigente político indio Mahatma Gandhi apoyó su reclamación, mientras otro informe del investigador Bal Chand Nahata lo cuestionó. Posteriormente, muchos otros investigadores la entrevistaron, y se publicaron artículos y libros sobre ella.

## Reclamación de reencarnación
Shanti Devi nació en Delhi, India en una familia acomodada. Siendo niña en la década de 1930, empezó a reclamar que recordaba detalles de una vida pasada. Según estos relatos, cuando tenía unos cuatro años, dijo a sus padres que su verdadera casa estaba en Mathura donde su marido vivía, aproximadamente a 145 km de su casa en Delhi. 
También indicó tres características únicas sobre su marido – que era de piel clara, usaba gafas para leer, y tenía una verruga grande en su mejilla izquierda cerca de la oreja. También dijo que la tienda de su marido estaba situada justo delante del templo Dwarkadhish en Mathura.
Desanimada por sus padres que creían que se trataba de invenciones infantiles, se escapó de casa a los seis años, intentando llegar a Mathura. De vuelta, declaró en la escuela que estaba casada y había muerto diez días después de haber dado a luz un hijo. Entrevistada por su profesor y el director, utilizó palabras del dialecto de Mathura y dijo el nombre de su marido comerciante, "Kedar Nath". El director localizó a un comerciante de telas con ese nombre en Mathura que había perdido a su esposa, Lugdi Devi, nueve años antes, diez días después de haber dado a luz un hijo. Su físico y dirección también coincidían con lo descrito por la niña. Kedar Nath viajó a Delhi, fingiendo ser su propio hermano, pero Shanti Devi le reconoció de inmediato y al hijo de Lugdi Devi. Como conocía varios detalles de la vida de Kedar Nath con su mujer que solo ellos dos podían saber, este pronto se convenció de que Shanti Devi era de hecho la reencarnación de su fallecida esposa Lugdi Devi.
El caso atrajo la atención de Mahatma Gandhi que estableció una comisión para investigar. La comisión viajó con Shanti Devi a Mathura, llegando el 15 de noviembre de 1935 entre la expectación de la multitud. Allí se dirigió desde la estación de tren a su antigua casa sin ninguna guía, reconoció a varios familiares, incluyendo el abuelo de Lugdi Devi y descubrió que Kedar Nath había desatendido varias promesas que había hecho a Lugdi Devi en su lecho de muerte, como que se había vuelto a casar. Luego regresó con sus padres. El informe de la comisión, publicado en 1936, concluyó que Shanti Devi era la reencarnación de Lugdi Devi.
Dos informes más fueron redactados en la época. El informe de Bal Chand Nahata fue publicado como folleto en hindi con el título Punarjanma Ki Paryalochana. En este, declaró que "Cualquier material que haya llegado ante nosotros, no nos garantiza concluir que Shanti Devi tiene recuerdos de una vida anterior o que este caso prueba la reencarnación". Este argumento fue discutido por Indra Sen, un devoto de Sri Aurobindo, en un artículo más tarde. Un informe posterior, basado en las entrevistas realizadas en 1936, fue publicado en 1952.
Shanti Devi nunca se casó. Volvió a contar su historia a finales de los años 1950, y de nuevo en 1986 cuando fue entrevistada por Ian Stevenson y K.S. Rawat. En esta entrevista también relató las experiencias cercanas a la muerte cuando murió como Lugdi Devi. K.S. Rawat continuó sus investigaciones en 1987, y una última entrevista tuvo lugar solo cuatro días antes de su muerte, el 27 de diciembre de 1987. Un autor sueco que la había visitado dos veces publicó un libro sobre el caso en 1994; la traducción al inglés apareció en 1998.